# Cyryl Szypiło
Cyryl Szypiło (ur. 1651, zm. 1703) – duchowny greckokatolicki. Studiował w Kolegium św. Atanazego w Rzymie, które ukończył w 1684 z dwoma doktoratami. - z filozofii i teologii. W 1703 otrzymał nominację na arcybiskupa smoleńskiego (zatwierdzenie 6 lutego 1703). Nie wiadomo, czy został wyświęcony, w tym samym roku  arcybiskupem smoleńskim został Gedeon Szumlański.